# Ta jedyna (film 2003)
Ta jedyna (ang. The One) – amerykański film telewizyjny (komedia romantyczna) z 2003 roku.

## Treść
Michael Blake, właściciel firmy cateringowej, poznaje w restauracji piękną dziewczynę Gail Hollander. Nie wiedząc, że jest ona już w związku, posyła jej butelkę szampana. Jednak w tym samym czasie pojawia się w restauracji Gordie Parks, chłopak Gail i gwiazdor ligi hokejowej. W szale zazdrości wymierza Michaelowi cios. Później jednak, rozumiejąc swoje niestosowne zachowanie, Gordie przeprasza Michaela i wraz z narzeczoną proponuje mu organizację ich przyjęcia weselnego. Michael od razu przyjmuje propozycję. Jest tylko jeden problem - mężczyzna z dnia na dzień jest coraz bardziej zakochany w Gail i coraz bardziej zaprzyjaźnia się z Gordiem.

## Główne role
- Richard Ruccolo - Michael Blake
- Meredith Monroe - Gail Hollander
- Gabriel Hogan - Gordie Parks